# Crashgate
Crashgate – potoczna nazwa skandalu w Formule 1, który rozpętał się wokół zespołu Renault F1 we wrześniu 2009 roku. Początek dał mu Nelson Piquet Jr., ujawniając, iż rok wcześniej, podczas Grand Prix Singapuru, inżynier nakazał mu celowe spowodowanie wypadku, by w ten sposób przewagę osiągnął drugi kierowca Renault, Fernando Alonso.
28 września 2008 roku podczas wyścigu w Singapurze na 14 okrążeniu o ścianę przy torze rozbił się Piquet. Po tym wydarzeniu na tor wyjechał samochód bezpieczeństwa. W dużej mierze dzięki temu wyścig wygrał Alonso, który na chwilę przed wypadkiem Piqueta był w boksach. Tuż po wyścigu Piquet twierdził, że wypadek był jego błędem.
Po tym, jak Piquet został zwolniony z zespołu Renault po Grand Prix Węgier 2009, ujawnił on, że został poproszony przez zespół o spowodowanie wypadku po to, by poprawiła się pozycja Alonso w wyścigu. Spowodowało to, iż Fédération Internationale de l’Automobile (ciało zarządzające Formułą 1) rozpoczęła śledztwo w tej sprawie. Po jego przeprowadzeniu okazało się, że oświadczenia Piqueta okazały się prawdą. 21 września 2009 roku FIA oświadczyła, że Flavio Briatore (ówczesny szef Renault F1), Pat Symonds (ówczesny dyrektor wykonawczy Renault F1) i Nelson Piquet jr umówili się na spowodowanie wypadku, a żaden inny członek zespołu (włącznie z Alonso) nie był w to zaangażowany. O planach Flavio Briatore, Nelsona Piqueta i Pata Symondsa wiedział jednakże jeszcze „świadek X”. To właśnie jego zeznania miały być głównym dowodem w sprawie. Istniały podejrzenia, że świadkiem "X" mógł być Fernando Alonso lub inżynier wyścigowy Nelsona Piqueta jra. Renault przyznało się do winy i zostało ukarane wykluczeniem z uczestnictwa w Mistrzostwach Świata Formuły 1, przy czym kara została zawieszona na 2 lata. Zabroniono także Briatore i Symondsowi angażować się w serie nadzorowane przez FIA, przy czym Briatore na zawsze, a Symondsowi na pięć lat. Kary te zostały anulowane przez francuski sąd. 12 kwietnia 2010 roku zostało osiągnięte porozumienie pomiędzy FIA a Briatore i Symondsem, w myśl którego nie będą się oni angażować w podległe FIA sporty motorowe do sezonu 2011 (w Formule 1 do końca sezonu 2012).

## Tło

### Renault F1

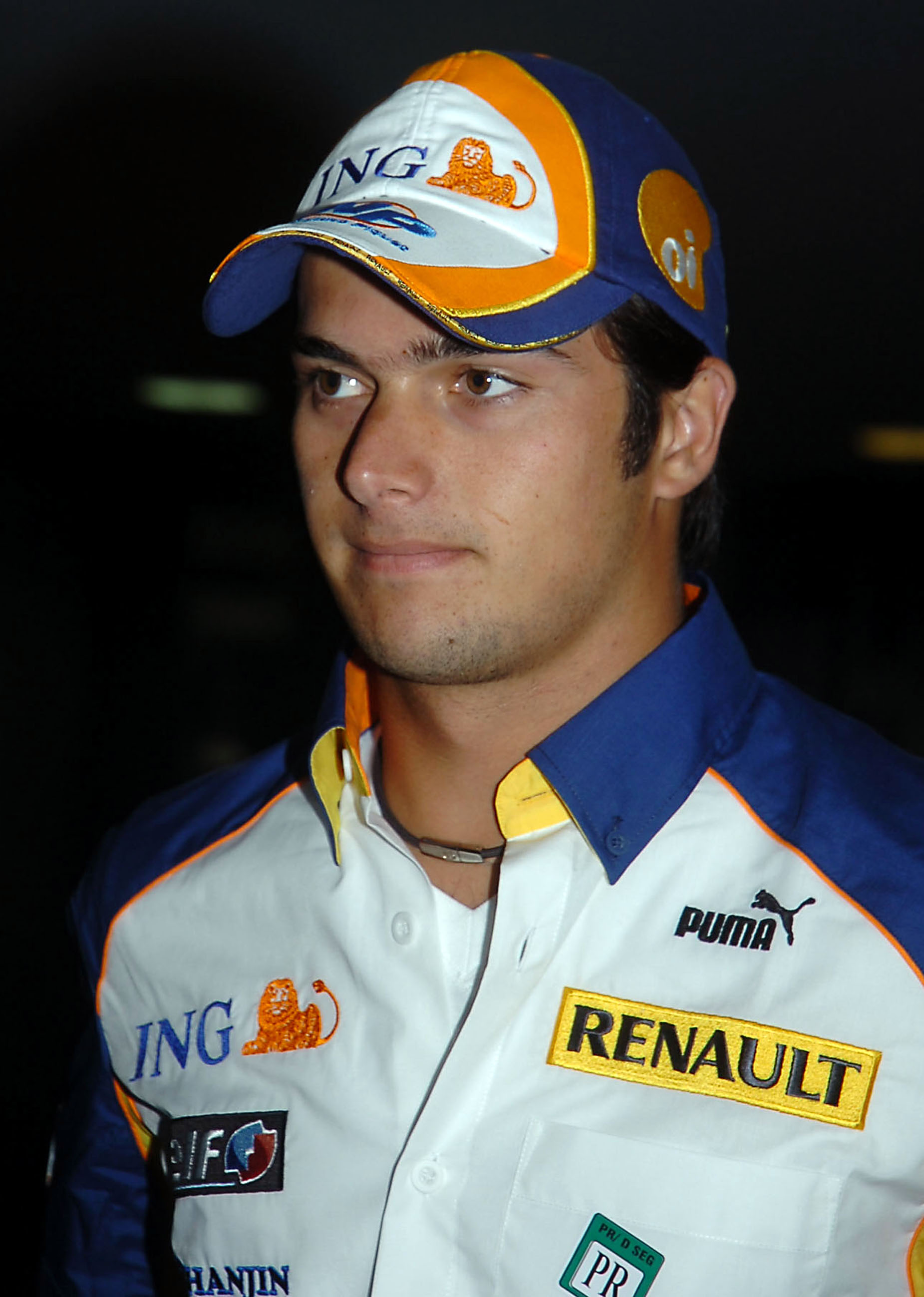
Nelson Piquet Jr.

Zespół Renault F1 w 2000 roku wykupił zespół Benetton, którym do 1997 roku zarządzał Flavio Briatore, a w sezonie 2002 zastąpił Benettona. Wtedy też szefem tego zespołu ponownie został Briatore. Wypromował on także Fernando Alonso, który zadebiutował w 2001 roku w zespole Minardi, a w latach 2005 – 2006, jeżdżąc w Renault, zdobył dwa tytuły mistrza świata. Dyrektorem wykonawczym Renault został Pat Symonds, pracujący wcześniej w Tolemanie, a następnie Benettonie. W sezonie 2008 drugim kierowcą Renault został Nelson „Nelsinho” Piquet jr (jego ojcem jest trzykrotny mistrz świata Formuły 1, Nelson Piquet sr) który od października 2006 roku był związany kontraktem z firmą menedżerską Briatore, FFBB. Do Grand Prix Singapuru 2008 Renault nie wygrało żadnego wyścigu przez prawie dwa lata (ostatnie zwycięstwo odniosło podczas Grand Prix Japonii 2006). Mówiło się wtedy, że Renault prawdopodobnie odejdzie z Formuły 1.

### Grand Prix Singapuru 2008

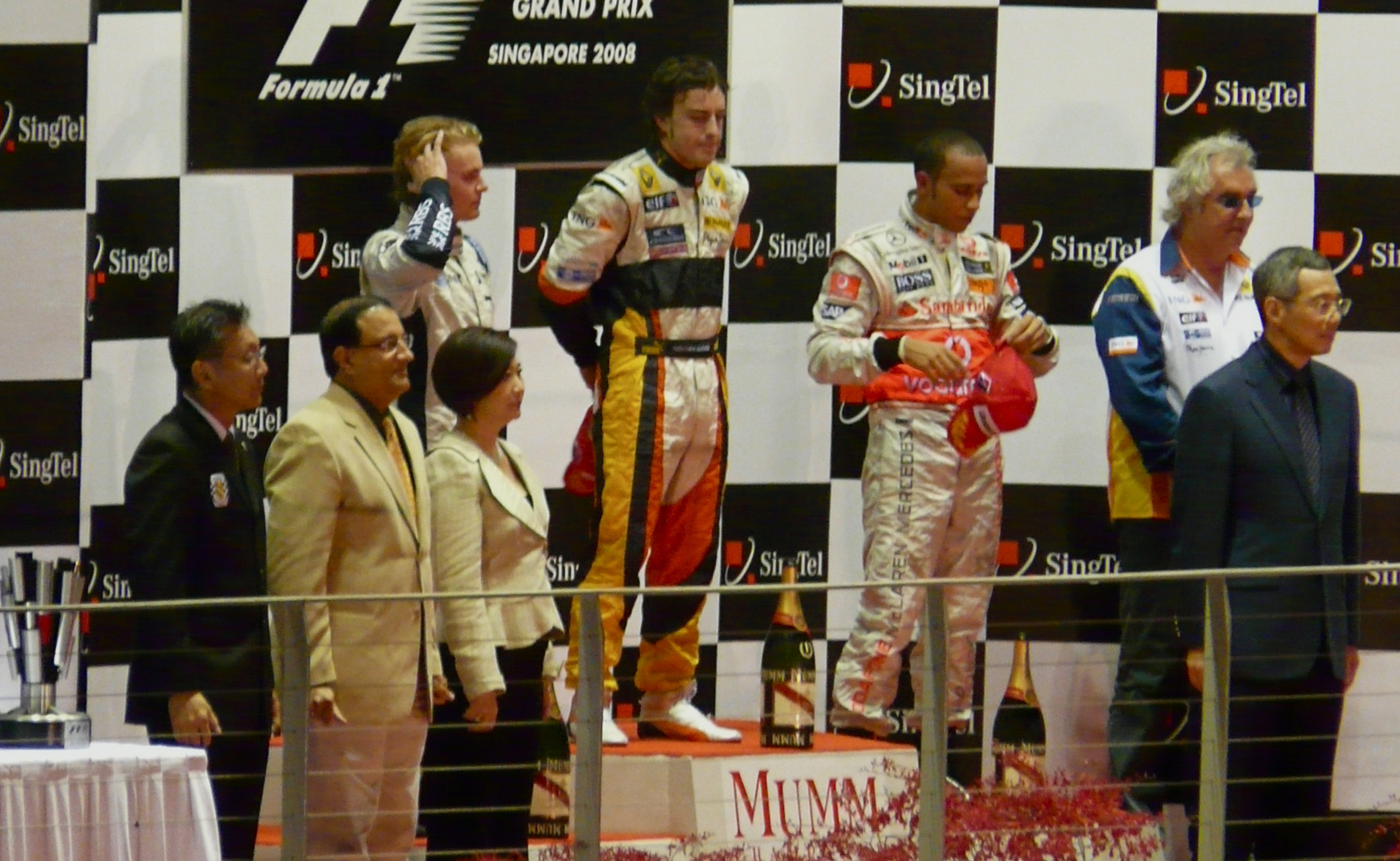
Podium podczas Grand Prix Singapuru 2008. Na podium stoją od lewej: Nico Rosberg, Fernando Alonso, Lewis Hamilton i Flavio Briatore

Grand Prix Singapuru było 15. eliminacją Mistrzostw Świata Formuły 1 sezonu 2008. Wyścig miał miejsce 28 września i był pierwszym nocnym wyścigiem w historii Formuły 1. Kierowcy Renault spisali się słabo w kwalifikacjach – Alonso był 15. (prawdopodobnie byłby znacznie wyżej gdyby nie awaria układu paliwowego), a Piquet 16.
W trakcie wyścigu Alonso pierwszy zjechał do boksów na tankowanie i zmianę opon, co miało miejsce na 12. okrążeniu. Po powrocie na tor znalazł się na końcu stawki. Mając nowe opony, szybko wyprzedzał konkurentów. Na 14. okrążeniu, w zakręcie nr 17, rozbił się Piquet. Z uwagi na to, iż blisko tego zakrętu nie było dźwigu, a bolid Brazylijczyka stwarzał duże niebezpieczeństwo, na torze pojawił się samochód bezpieczeństwa.
W sezonie 2008 jeden z przepisów stanowił, że nie wolno zjeżdżać do boksu dopóki bolidy nie zgrupują się za samochodem bezpieczeństwa, co zwykle trwa co najmniej jedno okrążenie.
Większość kierowców będących na początku wyścigu w czołówce ukończyła go za Alonso i innymi wolniejszymi kierowcami, których trudno wyprzedzić na wąskim i wolnym torze ulicznym, jakim jest Marina Bay Street Circuit.
Po wyścigu Alonso powiedział:

To fantastyczny rezultat – moje pierwsze podium w tym sezonie; pierwsze zwycięstwo i jestem bardzo zadowolony, choć prawdopodobnie zajmie to kilka dni, zanim zdam sobie w pełni sprawę z tego, co osiągnęliśmy. Wygranie tutaj grand prix po prostu wydawało się niemożliwe, ponieważ straciliśmy szansę wczoraj podczas kwalifikacji, ale dzisiaj mieliśmy dużo szczęścia i jest to świetny wynik dla zespołu. Wybraliśmy bardzo agresywną strategię i mieliśmy trochę szczęścia, ale mieliśmy dobre tempo i samochód był fantastyczny przez cały weekend.

Piquet natomiast skomentował swój wypadek w następujący sposób:

Od startu wyścigu sprawy skomplikowały się, miałem sporo grainingu na oponach i sytuacja stawała się coraz gorsza. Zespół kazał mi cisnąć, co starałem się robić, aż w końcu straciłem kontrolę nad tyłem bolidu. Uderzyłem dość mocno w bandę, ale jestem cały. Jestem bardzo rozczarowany z mojego wyścigu, ale oczywiście niezmiernie się cieszę z sukcesu zespołu tego wieczoru.

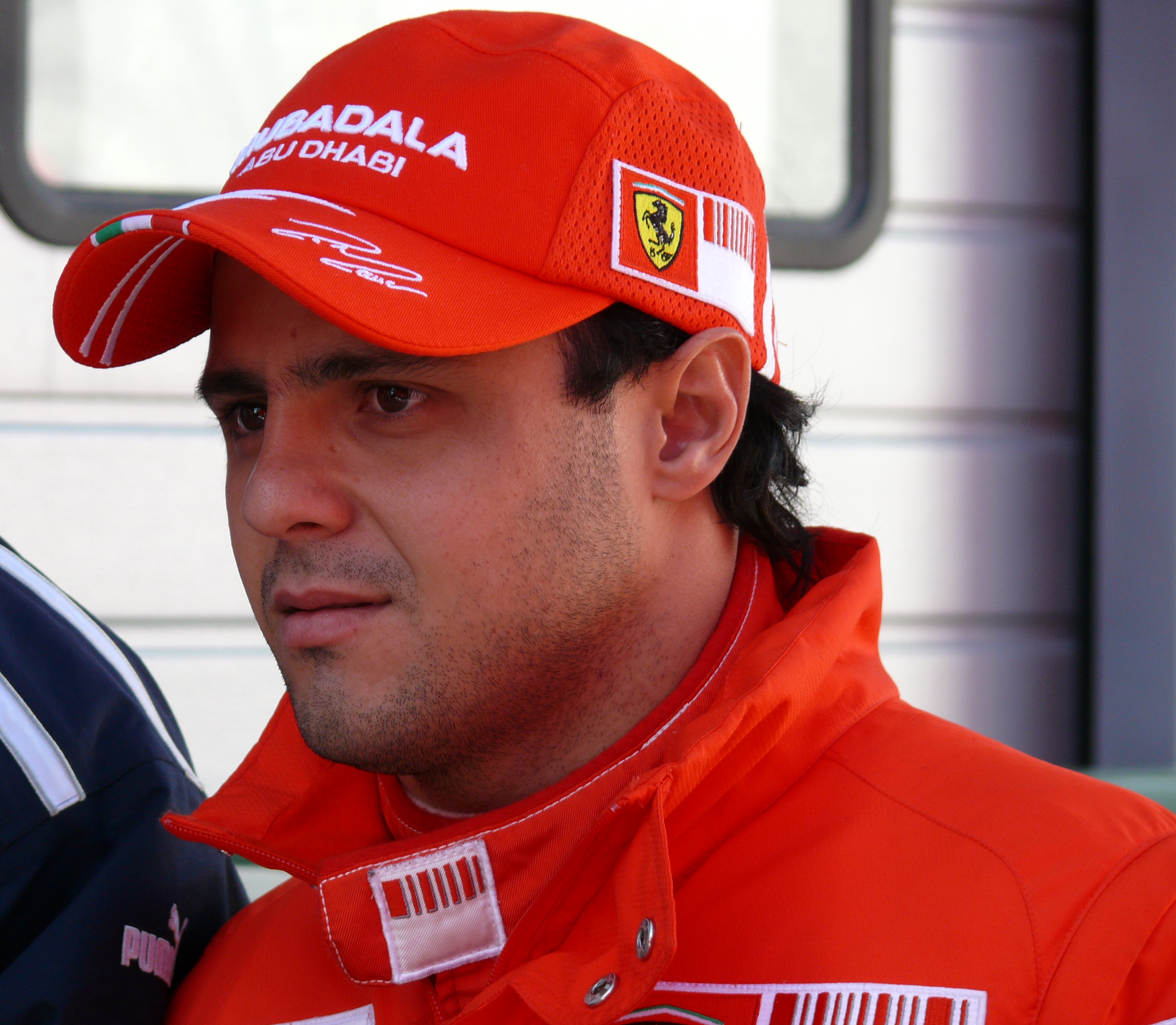
Felipe Massa – prowadzący wyścigu do momentu wypadku Piqueta

Nie podjęto żadnych działań w związku z wypadkiem Piqueta, między innymi dlatego, że sam Piquet twierdził, że wypadek popełnił na skutek błędu. Briatore i Symonds po wyścigu pochwalili Alonso za „wspaniałą taktyczną jazdę” i określili jego zwycięstwo jako przykład szczęśliwego zbiegu okoliczności. Dziennikarz Joe Saward pisał na stronie grandprix.com, że „niektórzy cynicy” podważali incydent, ale nie brano ich zdania pod uwagę, gdyż „każdy chce wierzyć, że żaden zespół nie byłby tak zdesperowany, by wbić samochód wraz z kierowcą w ścianę”. Według brazylijskiej telewizji Globo TV Felipe Massa po wyścigu udał się do Briatore i spytał go o wypadek (do momentu wypadku Piqueta w wyścigu prowadził właśnie Massa, wyścig ostatecznie ukończył na 13 pozycji). Prezydent FIA Max Mosley zaznaczył, że w sporcie nie powinno być akcji opartych na spekulacjach.

### Piquet jr opuszcza Renault
W sezonie 2008 tytuł mistrza świata zdobył brytyjski kierowca Lewis Hamilton, a wśród konstruktorów triumfowało Ferrari. Alonso zakończył sezon na piątej pozycji z 61 punktami, a Piquet na dwunastej z dorobkiem 19 punktów. Mimo plotek Piquet nie opuścił zespołu, podpisując kontrakt z Renault na sezon 2009. Po 10 wyścigach sezonu 2009 Piquet nie zdołał uzyskać ani jednego punktu, a 3 sierpnia potwierdził, że został zwolniony z Renault. Po odejściu Piquet ostro krytykował zespół Renault i jego szefa, Flavio Briatore. W zespole Renault na stanowisku kierowcy Piqueta zastąpił Francuz Romain Grosjean.

## Oskarżenia Piqueta

### Wstępne zeznania i śledztwo
30 sierpnia brazylijska telewizja Globo TV ujawniła, że Nelson Piquet jr został zobowiązany do spowodowania wypadku podczas wyścigu w Singapurze. Ciało zarządzające Formułą 1, Fédération Internationale de l’Automobile, natychmiast ogłosiło, że zostanie rozpoczęte dochodzenie w sprawie wydarzeń podczas Grand Prix Singapuru 2008.

### Renault oskarżone
4 września, po śledztwie dokonanym przez FIA, Renault zostało formalnie oskarżone o ustawienie wyników Grand Prix Singapuru oraz spiskowanie z Piquetem. W oświadczeniu FIA napisała, że oskarżenie dotyczy naruszenia art. 151c Międzynarodowego Kodeksu Sportowego, ponieważ „zespół spiskował ze swoim kierowcą, Nelsonem Piquetem jrem, w celu umyślnego spowodowania wypadku podczas Grand Prix Singapuru 2008, by na tor wyjechał samochód bezpieczeństwa, co zadziałało na korzyść drugiego kierowcy, Fernando Alonso”. Zespół został wezwany na nadzwyczajne zebranie Światowej Rady Sportów Motorowych FIA, które miało odbyć się w Paryżu 21 września, kilka dni przed Grand Prix Singapuru 2009. Renault oświadczyło, że aż do momentu przesłuchania nie będzie komentować sprawy.

### Przecieki dowodów
10 września Piquet jr po raz drugi zeznawał przed FIA. W tym samym dniu strona f1sa.com ujawniła zapis pierwszej rozmowy Piqueta z FIA, która miała miejsce 30 lipca. Na pytanie o jej autentyczność Max Mosley odpowiedział: „Nie widziałem niczego, co uważam za fałszerstwo”. Z zapisu wynika, iż Piquet powiedział FIA, że Briatore i Symonds poprosili go o rozbicie się na konkretnym zakręcie. Alonso zaprzeczył, jakoby wiedział o planach Piqueta, powiedział także: „Nie mogę sobie wyobrazić tych rzeczy, tych sytuacji. To coś, czego nigdy mój umysł nie przyjmie”. Nelson Piquet sr stwierdził, że wątpi, by Alonso nie wiedział o spisku. Kwestionując sens startu z niewielką ilością paliwa i tankowania we wczesnej fazie wyścigu, powiedział:

Fernando wiedział o wszystkim, nie mógł tego zignorować. Jeśli startujesz z 15 pozycji na ulicznym torze, nie ma sensu jechać z małą ilością paliwa. Najwyżej wyprzedzisz dwa, trzy samochody i po ostatnim postoju pozostaniesz tam, gdzie byłeś.

W trakcie dochodzenia przed rozprawą Światowej Rady Sportów Motorowych, Alonso został zwolniony przez FIA z jakiejkolwiek winy. 11 września Max Mosley oświadczył, że wobec Piqueta jra nie zostaną wyciągnięte żadne konsekwencje, nawet gdyby zespół Renault został uniewinniony.

### Renault rozpoczyna działania prawne

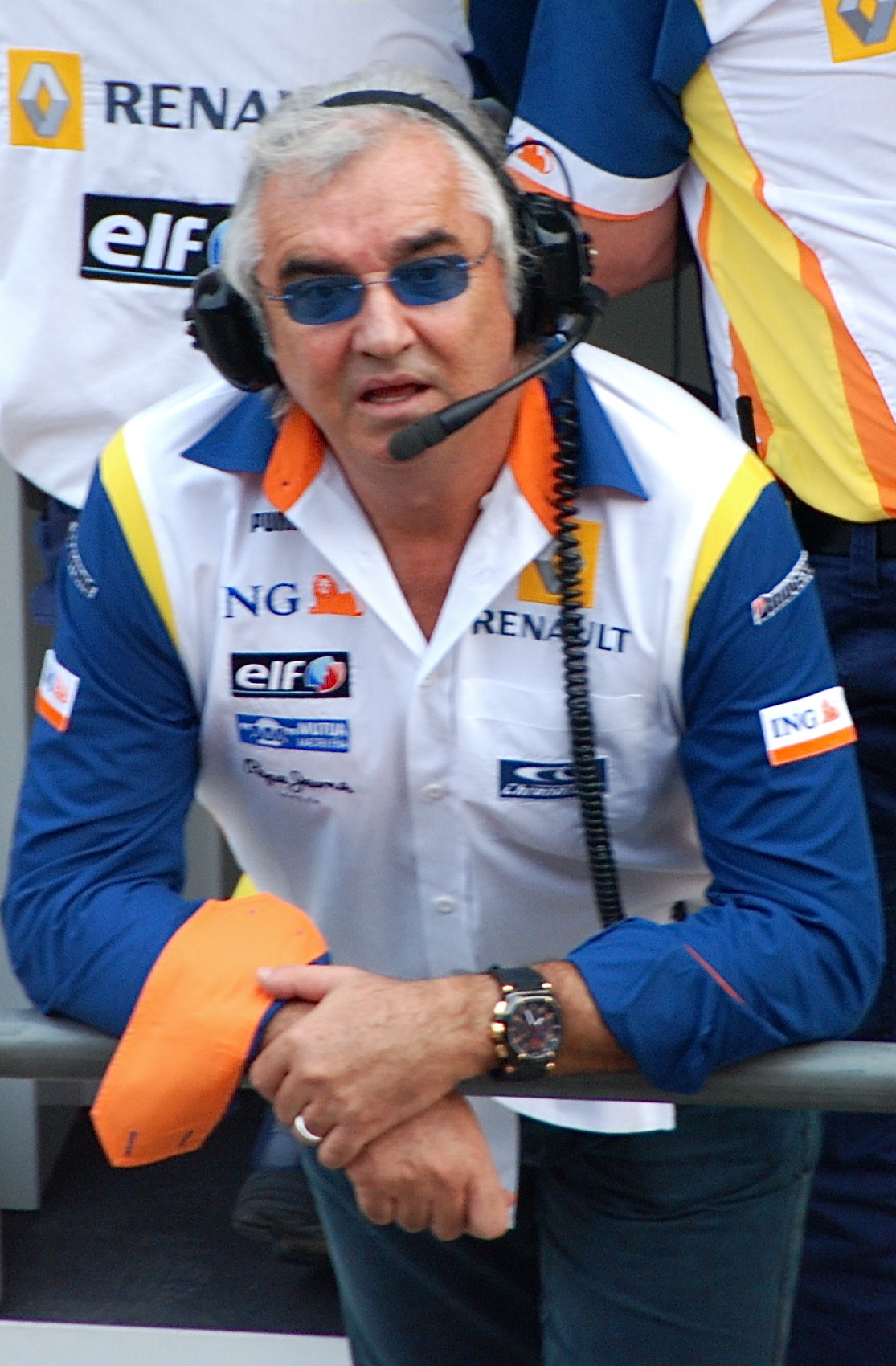
Flavio Briatore podczas Grand Prix Chin 2008

W tym samym dniu zespół Renault F1 oświadczył, że ma zamiar podjąć działania prawne względem Nelsona Piqueta jra i jego ojca. W oświadczeniu napisano:

[...] Dzisiaj ING Renault F1 Team i jego dyrektor naczelny Flavio Briatore osobiście chcą oświadczyć, że wszczęli we Francji postępowanie karne przeciwko Nelsonowi Piquetowi jrowi oraz Nelsonowi Piquetowi srowi, dotyczące tworzenia fałszywych zarzutów i związane z próbą szantażu zespołu, co miałoby pozwolić panu Piquetowi jrowi na jazdę w zespole do końca sezonu 2009.

Piquet jr odpowiedział:

Jako że mówię prawdę, nie muszę się niczego obawiać, czy to ze strony zespołu Renault, czy ze strony pana Flavio Briatore, a jednocześnie jestem świadom władzy i wpływów tych, przeciwko którym zostało wszczęte śledztwo oraz ogromnymi zasobami, którymi dysponują. Nie dam się ponownie zastraszyć w celu podjęcia decyzji, której będę żałował.

14 września immunitet zaoferowano również Patowi Symondsowi, jeśli przekaże on FIA szczegóły dotyczące spisku. Symonds powiedział, że pomysł celowego spowodowania wypadku wyszedł od Piqueta jra.
15 września dziennik The Times opublikował fragmenty rozmów radiowych między m.in. Piquetem, Alonso, Symondsem oraz Briatore przed i po wyścigu.

### Briatore i Symonds opuszczają Renault
16 września zespół Renault F1 ogłosił, że nie zamierza podczas nadzwyczajnego zebrania Światowej Rady Sportów Motorowych spierać się z nią o oskarżenia o ustawienie wyniku. W tym samym dniu zespół oświadczył, że odeszli z niego Flavio Briatore i Pat Symonds. W oświadczeniu napisano:

ING Renault F1 Team nie będzie spierać się z ostatnimi oskarżeniami ze strony FIA w sprawie Grand Prix Singapuru 2008. Zespół chce także poinformować, że jego szeregi opuścili dotychczasowy dyrektor zarządzający Flavio Briatore i szef działu inżynierii Pat Symonds. Przed pojawieniem się na posiedzeniu Światowej Rady Sportów Motorowych FIA w Paryżu w dniu 21 września, zespół nie będzie udzielać dalszych komentarzy.

FIA potwierdziło, że nadzwyczajne zebranie 21 września będzie miało miejsce, i że sankcje wobec Renault są nadal możliwe. Dzień po oświadczeniu Renault Briatore potwierdził, że nie jest szefem zespołu, a odszedł, ponieważ „próbował ratować zespół” oraz „to jego obowiązek”.

## Zebranie Światowej Rady Sportów Motorowych
Nadzwyczajne zebranie Światowej Rady Sportów Motorowych odbyło się 21 września w Paryżu. Po 90 minutach Rada wydała werdykt, na mocy którego zespół Renault F1 został trwale wykluczony z Mistrzostw Świata Formuły 1. Karę zawieszono jednak na dwa lata. Ponadto Flavio Briatore otrzymał dożywotni zakaz angażowania się w serie nadzorowane przez FIA, a Pat Symonds otrzymał taki zakaz, ale na pięć lat. W związku z karą nałożoną na Briatore nie będą odnawiane superlicencje kierowcom, którzy zdecydują się na dalszą współpracę z jego firmą menedżerską (są to m.in. Fernando Alonso, Mark Webber, Heikki Kovalainen, Romain Grosjean, czy Witalij Pietrow). Alonso został oczyszczony z podejrzeń o udział w spisku.

## Następstwa
Po formalnym oskarżeniu Renault F1, domniemane przestępstwo uznano za bezprecedensowe w historii Formuły 1. Skandal miał miejsce wkrótce po dwóch przypadkach oszukiwania w Formule 1: aferze szpiegowskiej oraz liegate.
Skandal przysłonił wystawienie czterech samochodów elektrycznych przed Renault podczas Frankfurt Motor Show. Na wystawie tej prezes Renault, Carlos Ghosn, spytany o aferę, odesłał dziennikarzy do szefa Renault F1, Bernarda Reya. 17 września Patrick Pelata, dyrektor generalny Renault, oficjalnie skomentował aferę. Powiedział, że „zespół uważa, że popełnił błąd, i musi ponieść karę. Flavio Briatore poczuł się moralnie odpowiedzialny i zrezygnował”.
Dodał także, że zespół opóźni decyzję o swojej przyszłości oraz że nie chciałby, by działania Briatore i Symondsa „odzwierciedlały całą firmę i zespół Formuły 1”. Ghosn z kolei nawoływał o „ostudzenie emocji”, a do Renault zaapelował o to, by nie działano „na gorąco”, kiedy Renault F1 współpracuje z władzami, wyraził także przekonanie, że po ustaleniu faktów zespół podejmie „jasną decyzję”.
Były właściciel zespołu Jordan Grand Prix, Eddie Jordan powiedział, że odejście z Renault Symondsa i Briatore było rzeczywistym przyznaniem się do winy. Jackie Stewart stwierdził:

Jest coś fundamentalnie podłego i złego w sercu Formuły 1. Nigdy w moim życiu Formuła 1 nie znajdowała się w takim nastroju samozniszczenia. Miliony fanów są zdumieni, jeśli nie obrzydzeni, na sport, który obecnie idzie od kryzysu do kryzysu, a wszyscy obwiniają wszystkich innych

Niki Lauda, porównując crashgate do afery szpiegowskiej, określił singapurski skandal jako „największe zepsucie w historii”, dodając, że FIA musi surowo ukarać Renault, by przywrócić wiarygodność Formule 1. Damon Hill określił aferę jako „niezbyt dobry epizod” dla sportu i wyraził obawy o „szczerość" Formuły 1. Z drugiej strony Eddie Irvine powiedział, że reakcje na incydent były przesadzone, ponieważ „każda drużyna robi, co może, aby wygrać – oszukuje, nagina reguły, łamie zasady, sabotuje przeciwników”, wyraził także przekonanie, że FIA nie wykluczy Renault z mistrzostw.
Dziennikarz sportowy The Times, Simon Barnes, wywołał debatę nad incydentem, określając go jako „najgorszy przypadek oszukiwania w historii sportu”, głównie ze względu na „potencjalnie śmiertelne konsekwencje” dla Piqueta jra, innych kierowców, marshali i widzów. Barnesa poparł Edward Gorman, twierdząc ponadto, że afera ze względu na gotowość poświęcenia jednego członka drużyny, by zyskał drugi, jest na równi ze skandalami dopingowymi dotyczącymi Bena Johnsona czy koni, bądź niedozwolonych kili w regatach o Puchar Ameryki. Dodał także, że afera ta jest nawet gorsza niż pozostałe, ponieważ Briatore i Symonds dokonali „gwałtownych zniszczeń, których konsekwencji nie mogli przewidzieć ani kontrolować”. Matthew Syed odpowiedział, że chociaż zdarzenie było dokonane z premedytacją, „niewymownie nieetyczne” i niebezpieczne, nie było tak lekkomyślne, jak skandal dopingowy w NRD i inne przypadki długoterminowego dopingu. Syed powiedział również, że zespół Renault nie oczekiwał obrażeń w wyniku wypadku, w przeciwieństwie do incydentów, takich jak atak na łyżwiarkę figurową Nancy Kerrigan.
Bernie Ecclestone, odpowiadając na rezygnację Briatore, oświadczył, że „szkoda, że Flavio skończył karierę w Formule 1 w ten sposób”, dodając, że „w ogóle nie można go bronić”, „to, co zrobił, było zupełnie niepotrzebne” oraz „szkoda, że to się stało”, zaprzeczając jednocześnie, że skandal mógłby „zakończyć” ten sport – powołał się na zwroty w historii Formuły 1 po takich wydarzeniach jak śmierć Ayrtona Senny czy wycofanie się z Formuły 1 Michaela Schumachera.

### Główni sponsorzy opuszczają Renault

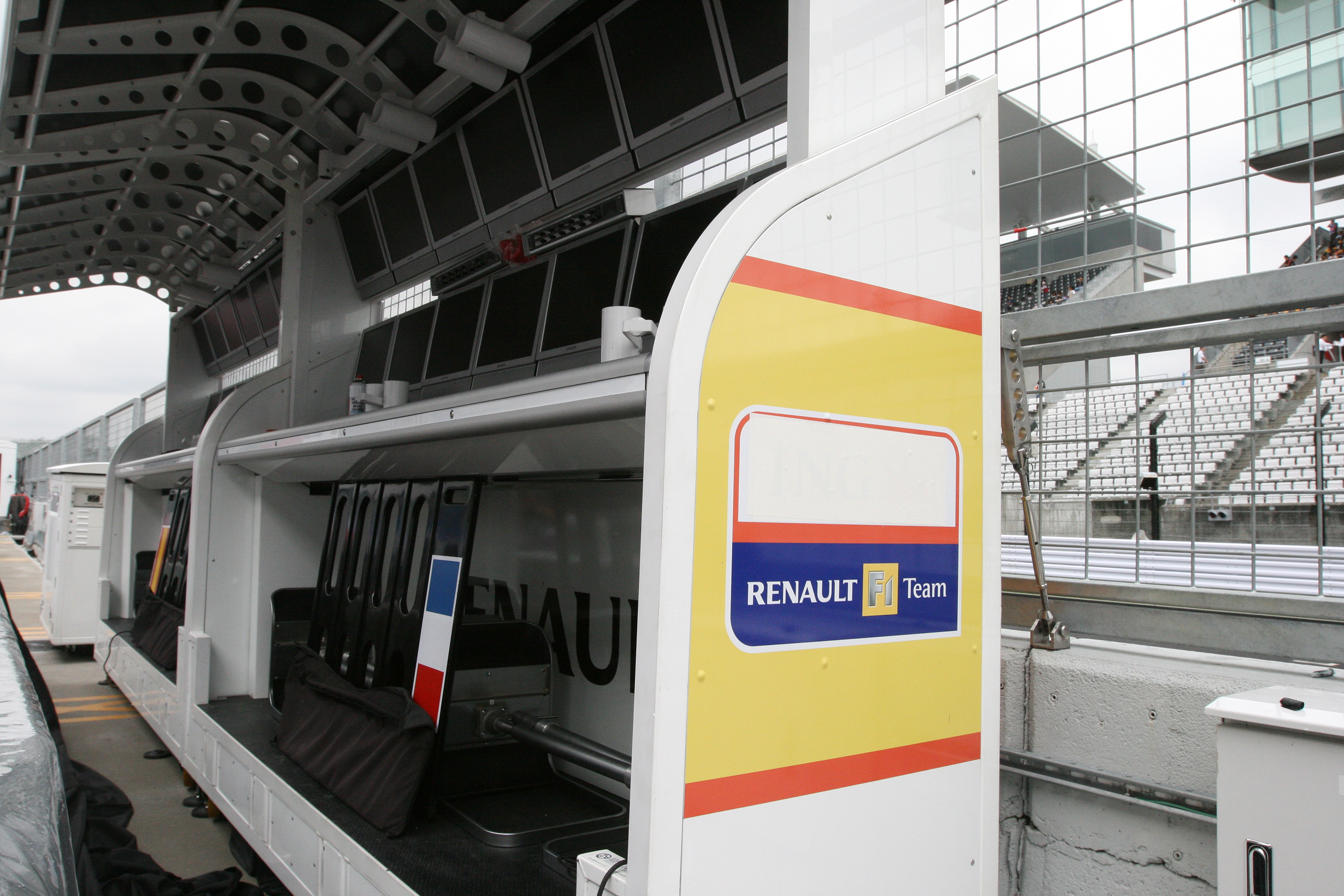
Stanowisko Renault z zakrytym logiem ING

W związku ze skandalem główni sponsorzy Renault, ING oraz Mutua Madrileña, przedterminowo zerwali umowy sponsorskie w trybie natychmiastowym. Miało to miejsce tydzień po decyzji FIA ws. afery, tuż przed Grand Prix Singapuru. Zespół usunął ich loga z bolidów.
Pierwszym ze sponsorów, który zerwał umowę z Renault, była Mutua Madrileña. Przedstawicielstwo firmy stwierdziło, że sytuacja „mogłaby mieć wpływ na wizerunek, reputację i dobre imię sponsorów zespołu”. Firma ta jednak nadal sponsorowała Fernando Alonso, ponieważ nie miał on bezpośredniego związku ze skandalem. Tego samego dnia ze sponsorowania wycofało się ING.

### Odpowiedź Flavio Briatore
19 października Flavio Briatore ogłosił, że będzie odwoływać się od decyzji FIA dotyczącej dożywotniego zakazu angażowania się przez niego w serie nadzorowane przez FIA. Decyzję swoją uzasadniał tym, że „FIA zostało wykorzystane jako narzędzie zemsty w imieniu jednego człowieka” oraz że wymiar sprawiedliwości popełnił kilka błędów, w tym opóźnienia przy wezwaniach czy brak dostępu do dokumentów i „świadka X”. 5 stycznia 2010 francuski Tribunal d'instance (Sąd Pierwszej Instancji) uchylił decyzję FIA i w ramach odszkodowania przyznał mu 15000 euro. Symondsowi również uchylono zakaz, przyznając mu odszkodowanie w wysokości 5000 euro. Briatore zapowiedział także proces przeciwko rodzinie Piquetów.

### Apelacja FIA
11 stycznia FIA zapowiedziała apelację od decyzji Tribunal d'instance. Utrzymała zakazy dotyczące Briatore i Symondsa, ale stwierdziła, że kierowcy współpracujący z firmą menedżerską Briatore będą mieli odnawiane superlicencje. 12 kwietnia FIA ogłosiła, że osiągnięta została ugoda między organizacją a Briatore i Symondsem, którzy zadeklarowali, że nie będą angażowali się w podległe FIA sporty motorowe do końca sezonu 2011, a w Formule 1 do końca 2012 roku.